# Poughkeepsie
Poughkeepsie (Aussprache: /pəˈkɪpsi/) ist der Name zweier benachbarter Orte im Westen des Dutchess Countys im US-Bundesstaat New York: Der City of Poughkeepsie und der benachbarten Town of Poughkeepsie. 
Das U.S. Census Bureau ermittelte bei der Volkszählung 2020 für  Poughkeepsie City eine Einwohnerzahl von 31.577.
Die City of Poughkeepsie ist County Seat (Verwaltungssitz) des Dutchess County.  Der Name Poughkeepsie leitet sich von der indianischen Bezeichnung Uppu-qui-ipis-in oder U-puku-ipi-sing ab, die so viel wie „Hütte (oder Lager) am (kleinen) Wasser“ bedeutet, wobei mit Wasser eine Quelle oder ein Zufluss des Hudson River gemeint ist.

## Geographie
Die City of Poughkeepsie liegt im Westen des Countys, direkt am Ostufer des Hudson Rivers, etwa 140 km nördlich von New York City und etwa 130 km südlich von Albany. Im Norden, Süden und Osten grenzt die City of Poughkeepsie an die Town of Poughkeepsie.
Nach den Angaben des United States Census Bureaus hat die Stadt eine Fläche von 14,8 km², wovon 13,3 km² auf Land und 1,4 km² (= 9,65 %) auf Gewässer entfallen.

## Geschichte
Der erste namentlich bekannte Europäer, der sich in dem Gebiet um Poughkeepsie niederließ, war 1659 ein Niederländer mit dem Namen Barent Baltus. Sein Sohn Baltus Barent van Kleeck gründete 1687 den Ort und erbaute 1702 das erste überlieferte Haus.
Von den Kampfhandlungen des Amerikanischen Unabhängigkeitskrieges wurde das Gebiet verschont, Poughkeepsie wurde so zur zweiten Hauptstadt New Yorks. Die Versammlung zur Ratifizierung der Unabhängigkeitserklärung durch den neugegründeten Bundesstaat, darunter Alexander Hamilton, John Jay und der spätere Vizepräsident George Clinton, trat im damaligen Courthouse an der Market Street zusammen. Mit der Ratifizierung wurde New York zur elften der Dreizehn Kolonien, die sich als Vereinigte Staaten zusammenschlossen.
Im gleichen Jahr wurde die Town of Poughkeepsie gegründet. 1799 wurde die spätere City of Poughkeepsie zunächst als Village inkorporiert; sie erhielt 1854 eine Charta als City und wurde so von der Town of Poughkeepsie abgetrennt.
Poughkeepsie lebte in früher Zeit auch von der Verarbeitung erlegter Wale, später trugen Schifffahrt, Papiermühlen und einige Brauereien zum Wachstum des Ortes bei. Einer dieser Unternehmer, Matthew Vassar, gründete schließlich das Vassar College.
Die relative Nähe zu New York City, das nach dem Bau der Hudson River Railroad erreichbarer wurde, führte dazu, dass sich wohlhabende New Yorker Familien wie die Astors und Vanderbilts im Umland von Poughkeepsie ausgedehnte Wochenendsitze errichten ließen. Das 1869 gegründete Bardavon Opera House ist die älteste ununterbrochen betriebene Unterhaltungseinrichtung im gesamten Bundesstaat.
Das National Register of Historic Places verzeichnet zusammen mehr als 90 Einträge in City und Town. Außerdem wurden Matthew Vassars Landschaftspark Springside, das Hauptgebäude und die Sternwarte des Vassar College, das Hauptgebäude des Hudson River State Krankenhauses und Samuel Morses Landsitz Locust Grove zu National Historic Landmarks erklärt.

## Wirtschaft und Infrastruktur
1911 gründete der Musikinstrumenten- und Orchestrion-Bauer M. Welte & Sons eine Niederlassung und Produktionsstätte in Poughkeepsie, die bis 1919 in Betrieb war. Das ehemalige Fabrikgebäude besteht noch; darin befindet sich heute eine Niederlassung der Central Hudson Gas & Electric Corporation.
Bereits 1909 hatte sich die Fiat Automobile Company hier niedergelassen. Das Unternehmen gehörte einer Gruppe US-amerikanischer Investoren mit einer Minderheitsbeteiligung von Fiat und baute einige der größten Personenwagenmodelle der italienischen Marke in Lizenz, gefolgt von teils eigenständigen Konstruktionen. Danach wurde das Werk an die Duesenberg Motors Corporation verkauft, um LKW-, Flugzeug- und andere Motoren für militärische Zwecke herzustellen. 1919 ging das Unternehmen und damit auch das Werk an John North Willys. Teile des Fiat-Gebäudes sind heute noch zu sehen. So sind zum Beispiel Mauerteile der alten Fabrik zur Außenwand einer Mall geworden.
IBM baute 1948 eine große Fabrik in der Town of Poughkeepsie, in der IBM-Großrechner wie etwa der IBM 7030 oder das Modell 195 des System/360 gefertigt wurden. Nach wie vor unterhält IBM hier einen großen Standort. Bis 1972 wurden in Poughkeepsie auch die in den USA bekannten Hustenbonbons der Marke Smith Brothers hergestellt.

### Verkehr

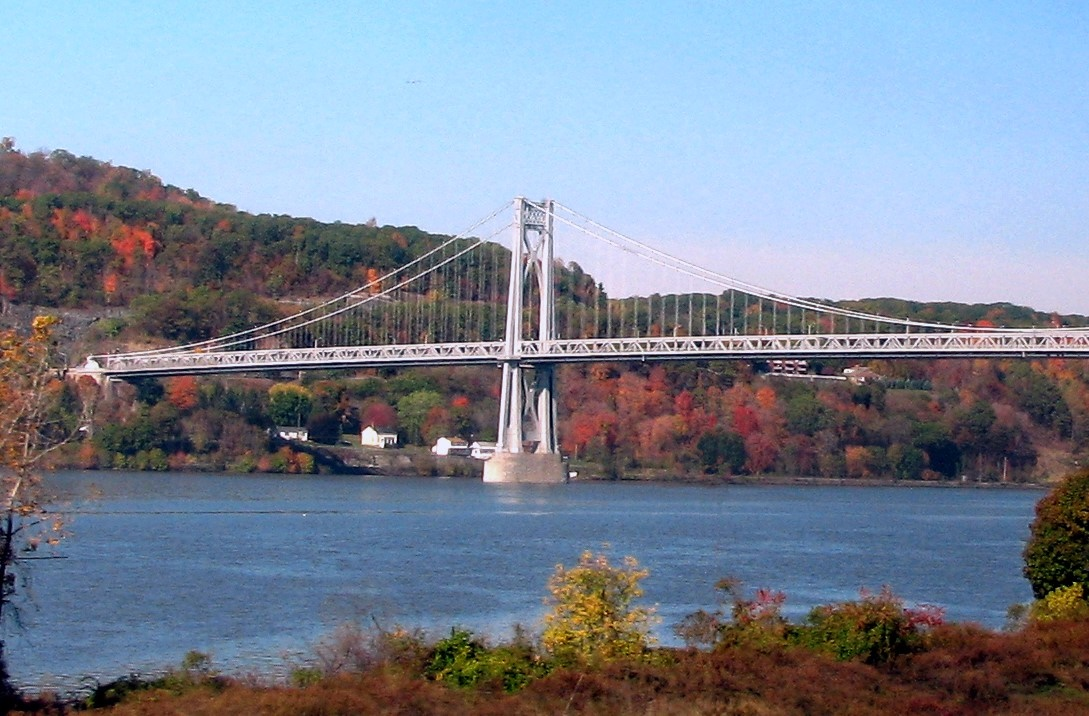
Die Mid-Hudson Bridge

In Poughkeepsie kreuzen sich U.S. Highway 9 (Nord-Süd-Richtung, Delaware–New York) und U.S. Highway 44 (Ost-West-Richtung, Massachusetts–New York) sowie die New York State Route 55. Der Highway 44 überquert den Hudson River auf der 1930 eröffneten Brücke Mid-Hudson Bridge, die Poughkeepsie mit der auf dem gegenüberliegenden Flussufer liegenden Stadt Highland im Ulster County verbindet.
Im unweit gelegenen Ort Wappingers Falls existiert ein Lokalflugplatz. Der Stewart International Airport als nächstgelegener größerer Flughafen befindet sich etwa 40 km südlich von Poughkeepsie in Newburgh. Die internationalen Flughäfen New York-John F. Kennedy, Newark-Liberty und New York-LaGuardia im Süden sowie Flughafen Albany im Norden sind 120–170 km entfernt.

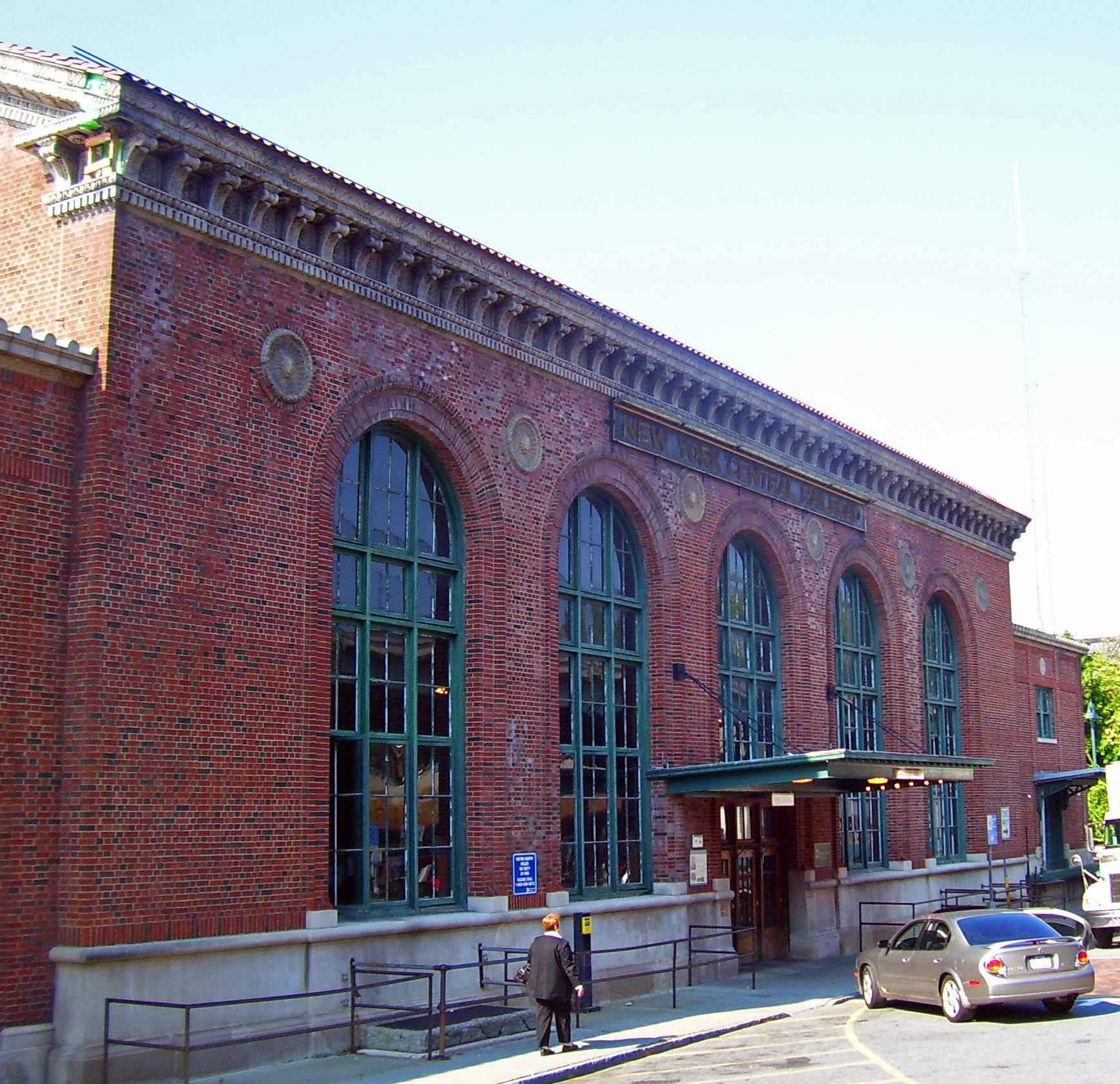
Vorderseite des Bahnhofs von Poughkeepsie

Im Bahnhof in der City of Poughkeepsie halten Züge der Metro-North Railroad. Er ist der nördliche Endpunkt der von der Metropolitan Transportation Authority betriebenen Hudson Line von Poughkeepsie nach Manhattan.
Die Züge Adirondack, Empire Service und Maple Leaf von Amtrak verbinden den Bahnhof der Stadt mit der Pennsylvania Station in New York City im Süden und Albany, Montréal, Toronto und anderen Städten in nördlicher und westlicher Richtung.
Der öffentliche Personennahverkehr in Poughkeepsie wird von zwei Busbetriebsgesellschaften ausgeführt. City of Poughkeepsie Transit, ein städtisches Unternehmen, betreibt fünf Rundstrecken, die zumeist in nur einer Richtung verkehren und das Stadtgebiet sowie die umliegenden Gebiete in der Town of Poughkeepsie und in Hyde Park abdecken. Dutchess County LOOP wird vom County unterhalten und verkehrt innerhalb des gesamten Dutchess County.
Eine Eisenbahnbrücke über den Hudson River, die Poughkeepsie Highland Railroad Bridge, wurde 1887/88 erbaut. 1974 beschädigte sie ein Feuer schwer, sie ist infolgedessen außer Betrieb. Seit 2009 wird sie als Fußgängerüberweg genutzt.

### Medien

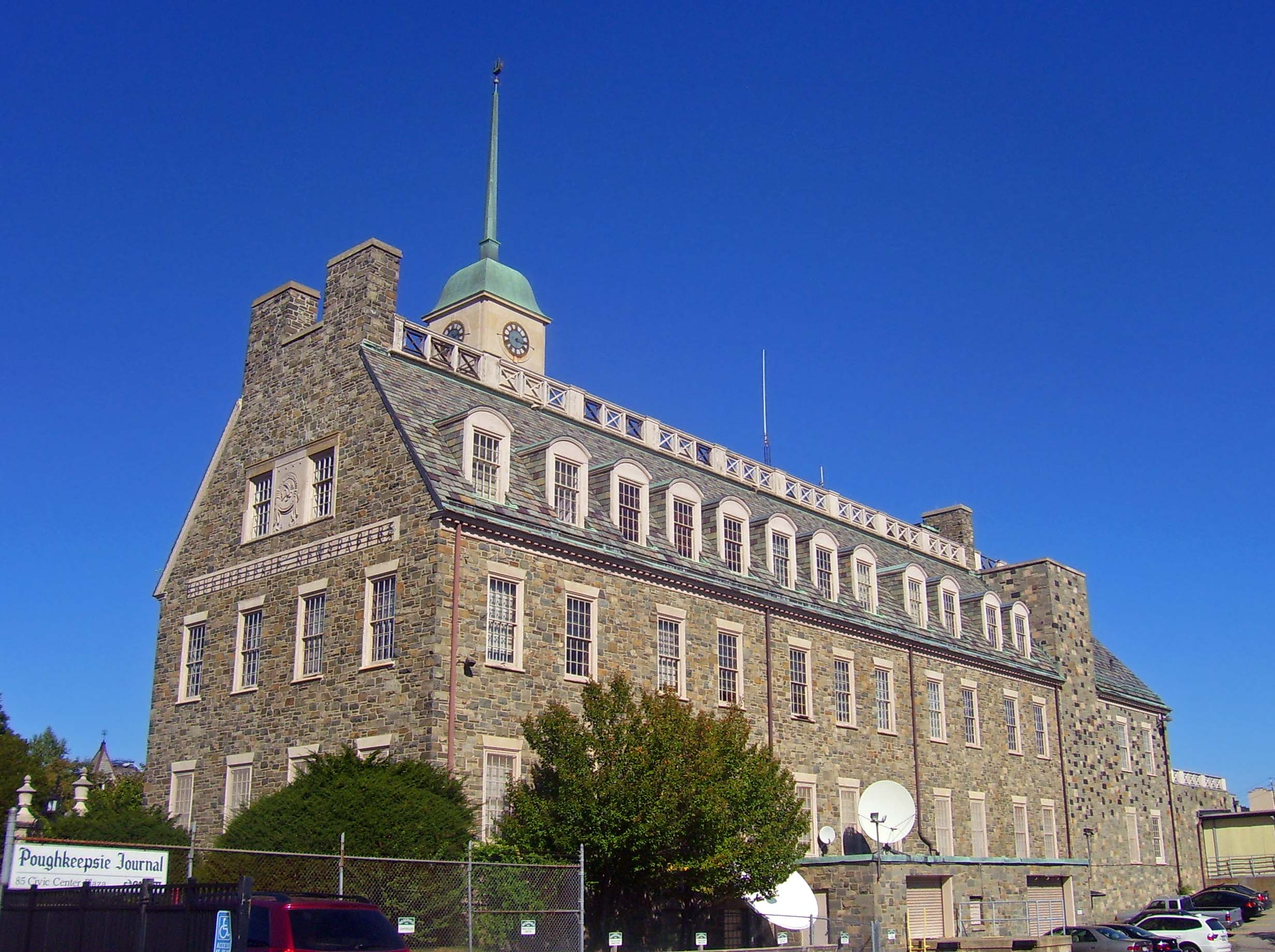
Auch das Poughkeepsie Journal Building ist in das National Register of Historic Places eingetragen.

Über das Geschehen in Poughkeepsie berichten die 1785 gegründete Tageszeitung Poughkeepsie Journal und das wöchentliche Amtsblatt The Weekly Beat.

### Bildung
Das bekannte Vassar College, das ehemals eine reine Frauenhochschule war, seit 1969 aber auch männlichen Studenten offensteht, das Marist College und das Dutchess Community College befinden sich in der Town of Poughkeepsie.
Öffentliche Schulen in der City of Poughkeepsie werden von etwa 5000 Schülern besucht. Die City of Poughkeepsie ist außerdem Sitz einer Zweigstelle der Adelphi University.
Direkt am Highway 9 im benachbarten Hyde Park, etwas nördlich von Poughkeepsie, liegt das Culinary Institute of America. Dort haben viele bekannte Starköche gelehrt bzw. wurden dort ausgebildet.

## Demographie
Zum Zeitpunkt des United States Census 2000 bewohnten die City 29.871 Personen. Die Bevölkerungsdichte betrug 2243,8 Personen pro km². Es gab 13.153 Wohneinheiten, durchschnittlich 988,0 pro km². Die Bevölkerung bestand zu 52,84 % aus Weißen, 35,71 % Schwarzen oder African American, 0,39 % Native American, 1,62 % Asian, 0,05 % Pacific Islander, 5,29 % gaben an, anderen Rassen anzugehören und 4,10 % nannten zwei oder mehr Rassen. 10,64 % der Bevölkerung erklärten, Hispanos oder Latinos jeglicher Rasse zu sein.
Die Bewohner der City of Poughkeepsie verteilten sich auf 12.014 Haushalte, von denen in 28,3 % Kinder unter 18 Jahren lebten. 29,8 % der Haushalte stellten Verheiratete, 19,7 % hatten einen weiblichen Haushaltsvorstand ohne Ehemann und 45,5 % bildeten keine Familien. 35,4 % der Haushalte bestanden aus Einzelpersonen und in 13,2 % aller Haushalte lebte jemand im Alter von 65 Jahren oder mehr alleine. Die durchschnittliche Haushaltsgröße betrug 2,40 und die durchschnittliche Familiengröße 3,15 Personen.
Die Citybevölkerung verteilte sich auf 25,9 % Minderjährige, 12,2 % 18–24-Jährige, 29,2 % 25–44-Jährige, 19,0 % 45–64-Jährige und 13,6 % im Alter von 65 Jahren oder mehr. Das Durchschnittsalter betrug 33 Jahre. Auf jeweils 100 Frauen entfielen 91,7 Männer. Bei den über 18-Jährigen entfielen auf 100 Frauen 88,0 Männer.
Das mittlere Haushaltseinkommen in Poughkeepsie betrug 29.389 US-Dollar und das mittlere Familieneinkommen erreichte die Höhe von 35.779 US-Dollar. Das Durchschnittseinkommen der Männer betrug 31.956 US-Dollar, gegenüber 25.711 US-Dollar bei den Frauen. Das Pro-Kopf-Einkommen in erreichte 16.759 US-Dollar. 22,7 % der Bevölkerung und 18,4 % der Familien hatten ein Einkommen unterhalb der Armutsgrenze, davon waren 30,3 % der Minderjährigen und 13,8 % der Altersgruppe 65 Jahre und mehr betroffen.

## Söhne und Töchter der Stadt
- Alfred Mosher Butts (1899–1993), Architekt und Erfinder von Scrabble
- Gerardo J. Colacicco (* 1955), römisch-katholischer Geistlicher, Weihbischof in New York
- Richard E. Connell (1857–1912), Politiker
- Ivan Corwin (* 1984), Mathematiker
- Philip S. Crooke (1810–1881), Jurist und Politiker
- Richard Denning (1914–1998), Schauspieler
- Elisa Donovan (* 1971), Schauspielerin
- Bill Duke (* 1943), Schauspieler und Regisseur
- James Emott (1771–1850), Jurist und Politiker
- Kendall Francois (1971–2014), Serienmörder
- Carolyn Garcia (* 1946), Merry-Pranksters-Mitglied und Schriftstellerin
- Benjamin A. Gilman (1922–2016), Politiker
- Alex Goot (* 1988), Sänger und Multiinstrumentalist
- Hayes Greenfield (* 1957), Jazz-Saxophonist, Arrangeur, Filmkomponist und Musikpädagoge
- Tom Holland (* 1943), Regisseur, Drehbuchautor und Schauspieler
- Lee Miller (1907–1977), Fotografin und Fotojournalistin
- Keith Lockhart (* 1959), Dirigent
- Patrick Manning (* 1967), Ruderer
- Henry Morgenthau (1891–1967), Politiker, Namensgeber des Morgenthau-Plans
- Anna Morton (1846–1918), Ehefrau von Levi P. Morton
- Billy Name (1940–2016), Fotograf und Filmemacher
- Homer Augustus Nelson (1829–1891), Jurist und Politiker
- Johnny O’Connell (* 1962), Autorennfahrer
- Richard Palmiter (* 1942), Biochemiker und Molekulargenetiker
- Mark Parker (* 1955), Präsident und Chief Executive Officer von Nike
- Jonas Platt (1769–1834), Rechtsanwalt, Richter, General der Kavallerie in der Miliz und Politiker
- Charlie Plummer (* 1999), Schauspieler
- William Radford (1814–1870), Jurist und Politiker
- Abraham Rattner (1893 oder 1895–1978), Maler des Expressionismus
- Happy Rhodes (* 1965), Sängerin und Songwriterin
- Skee-Lo (* 1973), Rap-Sänger
- Debi Thomas (* 1967), Eiskunstläuferin
- Chris Vadala (1948–2019), Jazzmusiker und Hochschullehrer
- Laurel Watson (1911–2001), Blues- und Jazzsängerin
- Cory Wong (* 1985), Gitarrist
- Ed Wood (1924–1978), Filmregisseur

Poughkeepsie ist außerdem Geburtsort von elf Spielern der Major League Baseball: Frank Bahret (1858), Frank Beck (1860), Bill Daley (1868), Buttons Briggs (1875), Elmer Steele (1886), Mickey McDermott (1929), Fred Lasher (1941), Tommy Boggs (1955), Ricky Horton (1959), Frank Cimorelli (1968) und Jeff Pierce (1969).